# Allemagne au Concours Eurovision de la chanson 1961
L'Allemagne a participé au Concours Eurovision de la chanson 1961, alors appelé le « Grand prix Eurovision de la chanson européenne 1961 », à Cannes, en France. C'est la 6e participation allemande au Concours Eurovision de la chanson.
Le pays est représenté par la chanteuse Lale Andersen et la chanson Einmal sehen wir uns wieder, sélectionnées par la Hessischer Rundfunk au moyen d'une finale nationale.

## Sélection

### Schlagerparade 1961
Le radiodiffuseur allemand pour le Land de la Hesse, la Hessischer Rundfunk (HR, « Radiodiffusion de la Hesse »), organise une finale nationale intitulée Schlagerparade 1961 pour sélectionner l'artiste et la chanson représentant l'Allemagne au Concours Eurovision de la chanson 1961.
La finale nationale allemande, présentée par Heinz Schenk (en), a lieu le 25 février 1961 au Kurhaustheater à Bad Homburg vor der Höhe.
Les chansons sont toutes interprétées en allemand, langue officielle de l'Allemagne, la chanson Einmal sehen wir uns wieder contient également un couplet en français. Seuls les résultats des trois premières chansons ont été annoncés.
La chanteuse Christa Williams interprétant le titre Pedro, avait déjà représenté la Suisse lors de l'Eurovision 1959.
Lors de cette sélection, c'est la chanson Einmal sehen wir uns wieder interprétée par Lale Andersen qui fut choisie avec Franck Pourcel comme chef d'orchestre.

#### Finale
| Ordre | Interprète         | Chanson                                  | Langue             | Traduction                     | Place |
| ----- | ------------------ | ---------------------------------------- | ------------------ | ------------------------------ | ----- |
| 1     | Dieter Thomas Heck | Was tut man nicht alles aus Liebe        | Allemand           | Que ne ferait-on pas par amour | -     |
| 2     | Friedel Hensch     | Colombino (ich weiß ein Tag wird kommen) | Allemand           | – (Je sais qu'un jour viendra) | –     |
| 3     | Franck Forster     | Es war ein reizender Abend               | Allemand           | Ce fut une belle soirée        | 3=    |
| 4     | Christa Williams   | Pedro                                    | Allemand           | –                              | –     |
| 5     | Fred Bertelmann    | Ticke-ticke-tack                         | Allemand           | –                              | 2     |
| 6     | Heinz Sagner       | Jeden Tag voll Sonnenschein              | Allemand           | Chaque jour ensoleillé         | –     |
| 7     | Renée Franke       | Napolitano                               | Allemand           | Napolitain                     | –     |
| 8     | Rolf Simson        | Wer das Spiel kennt                      | Allemand           | Celui qui connait le jeu       | 3=    |
| 9     | Ernst Lothar       | Dich hat das Schicksal für mich bestimmt | Allemand           | Le destin t'a conduit vers moi | –     |
| 10    | Lale Andersen      | Einmal sehen wir uns wieder              | Allemand, français | Nous nous reverrons            | 1     |
| 11    | Bobby Franco       | Langsamer Walzer                         | Allemand           | Valse lente                    | -     |
| 12    | Peggy Brown        | Du bist meine Welt                       | Allemand           | Tu es mon monde                | -     |
| 13    | Detlef Engel       | Nach Mitternacht                         | Allemand           | Après minuit                   | -     |

## À l'Eurovision
Chaque pays avait un jury de dix personnes. Chaque membre du jury pouvait donner un point à sa chanson préférée.

### Points attribués par l'Allemagne
| 5 points | Luxembourg |
| 4 points | France     |
| 1 point  | Pays-Bas   |

### Points attribués à l'Allemagne
| 10 points | 9 points | 8 points | 7 points | 6 points                      |
| --------- | -------- | -------- | -------- | ----------------------------- |
|           |          |          |          |                               |
| 5 points  | 4 points | 3 points | 2 points | 1 point                       |
|           |          |          |          | - Autriche - Danemark - Suède |

Lale Andersen interprète Einmal sehen wir uns wieder en 8e position lors de la soirée du concours, le 18 mars 1961, après la Suède et avant la France. Au terme du vote final, l'Allemagne termine 13e sur 16 pays, ayant reçu 3 points.